# 로 볼프
로 볼프는 대한민국의 가수다. 2019년 EP 《Money Baby》로 정식 데뷔했다.

## 방송
- 쇼미더머니 777 (2018) - 3차 예선

중도하차 
- 쇼미더머니 8 (2019) - TOP 54

## 음반
- Money Baby (2019) ALL Prod (HAIFHAIF)
- HMU (Feat. Kid Milli, BRADYSTREET) (2020)
- Com2 Wat2r (feat. Kid Milli, Ponyromo) (2021)